# C/2011 S2 (Kowalski)
C/2011 S2 (Kowalski) — одна з короткоперіодичних комет родини Юпітера. Комета була відкрита 30 вересня 2011 року, коли мала 15.7m.